# Министерство культуры Италии
Министерство культуры Италии (итал. Ministero della cultura, сокращённо MiC) — орган власти Италии, отвечающий за сохранение памятников архитектуры, искусства, пейзажа и реализацию культурных программ в стране.

## История
14 декабря 1974 года постановлением четвёртого правительства Моро № 657 из Министерства общественного просвещения (Ministero della pubblica istruzione) выделено Министерство культурного и природного наследия (Ministero per i beni culturali e ambientali). Позднее постановление правительства конвертировано в закон № 5 от 19 января 1975 года. Первым министром стал Джованни Спадолини. 
Распоряжением правительства № 38 от 20 октября 1998 года учреждено Министерство культурного наследия и культурной деятельности. В его компетенцию включены дополнительно к прежним функциям вопросы спорта и публичных представлений любого рода. 
В 2006 году второе правительство Проди передало вопросы спорта в компетенцию вновь созданного Департамента молодёжной политики и спортивной деятельности (Dipartimento per le Politiche Giovanili e le Attività Sportive) при аппарате Совета министров, а туризма — в ведение Департамента развития и конкуренции туризма (Dipartimento per lo sviluppo e la competitività del turismo), переданного в управление министра культурного наследия и культурной деятельности Франческо Рутелли, который так же являлся заместителем премьер-министра. В правительстве Монти этот департамент был объединён с Департаментом по делам регионов в Департамент по делам регионов, туризма и спорта (Dipartimento per gli affari regionali, il turismo e lo sport).
В 2013 году правительство Летта законом № 71 от 24 июня 2013 года вернуло вопросы туризма в ведение Министерства, которое получило наименование Министерство культурного наследия, культурной деятельности и туризма.
1 марта 2021 года министерство получило текущее название.

## Деятельность
В 2020 году по предложению министерства учреждён титул итальянской книжной столицы. Мера была направлена на продвижение чтения. Города выбираются жюри, назначенным министерством на основе конкурсных заявок. Победивший город получает 500 000 евро на развитие чтения книг. В 2021 году титул получил Вибо-Валентия, в 2022 году — Ивреа, в 2023 — Генуя, в 2024 — Таурианова.
31 октября 2024 года министерством г. Джибеллина избран столицей современного искусства Италии на 2026 год. Это первая столица современного искусства Италии. Кроме Джибеллины претендентами в финальной стадии отбора были Пескара, Каррара, Галларате и Тоди. Всего на титул претендовали 23 кандидата. 
13 декабря 2024 года г. Субьяко избран книжной столицей Италии на 2025 год. Городу будет предоставлено 500 000 евро на развитие чтения и восстановление местных библиотек. 
В декабре 2024 года Министерством приобретена в собственность государства Вилла Верди[англ.] в деревне Сант-Агата около Буссето в Северной Италии, действующая как музей Верди, в которой композитор проживал в последние годы. 
С 2016 года избирается культурная столица Италии. Культурными столицами избирались Мантуя (2016), Пистоя (2017), Палермо (2018), Парма (2021), Прочида (2022). В 2019 и 2020 году культурные столицы не были избраны из-за пандемии коронавируса. В 2023 году культурной столицей были избраны Бергамо и Брешиа, в 2024 году — Пезаро, в 2025 — Агридженто. 